# Шаховской, Андрей Фёдорович (воевода)
Князь Андрей Фёдорович Шаховской — стольник и воевода во времена правления Михаила Фёдоровича, Алексея Михайловича, Фёдора Алексеевича, правительницы Софьи Алексеевны, Ивана V и Петра I Алексеевичей.
Из княжеского рода Шаховские. Старший сын окольничего, князя Фёдора Ивановича Шаховского. Имел братьев, князей: комнатного стольника Юрия Фёдоровича и стольника Афанасия Фёдоровича.

## Биография
В 1627—1640 годах показан в московских дворянах. В 1636—1637 годах воевода в Санчурске. В 1640—1641 годах на службе в Туле. В 1642 году воевода в Курмыше. В 1643—1644 годах воевода в Тотьме. В 1675 году стольник царицы Нарышкиной Натальи Кирилловны. В мае 1676 года убыл на службу в Псков в Новгородский полк. В мае 1677 года пожалован в царские стольники. В мае 1682 года дневал и ночевал с бояриным князем Одоевским в Архангельском соборе у гроба царя Фёдора Алексеевича. В 1683, 1689 и 1690 годах ездил с Государями на богомолье в Троице-Сергиев монастырь. В 1691 году пожалован придачей к поместному окладу в 210 четвертей земли и из поместной в вотчинную землю 20 четвертей, с каждых 100 четвертей. В 1700 году определён к сочинению Нового уложения и пожалован за службы придачами к поместному окладу 350 четвертей и 37 рублей. В 1703 году показан шестьдесят шестым стольником.

## Критика
В историографии отмечены два современника, князя Андрея Фёдоровича Шаховских (в Российской родословной книге П. В. Долгорукова № 86 (ум. 1637) и № 140), поэтому отмечается смешивание воеводской службы в городе Санчурске (Царёвосанчурске) в 1636—1637 годах. М. Г. Спиридов отмечает данную воеводскую службу именно вышеуказанному князю.
От брака с неизвестной имел:
- М. Г. Спиридов отмечает единственного сына князя Никиту Андреевича Шаховского.
- П. В. Долгоруков отмечает ещё и второго сына князя Ивана Андреевича Шаховского.